# Tam Hiệp (Phúc Thọ)
Tam Hiệp là một xã cũ ở phía tây Thủ đô Hà Nội, được biết đến với nghề may mặc và làm thú nhồi bông. Nằm bên dòng sông Hát và cách trung tâm thành phố khoảng 25 km theo hướng quốc lộ 32, Tam Hiệp từng trực thuộc hay tiếp giáp với năm huyện cũ gồm: Phúc Thọ, Đan Phượng, Hoài Đức, Quốc Oai và Thạch Thất. Theo Nghị quyết được Ủy ban Thường vụ Quốc hội thông qua và có hiệu lực từ ngày 16 tháng 6 năm 2025, Tam Hiệp trở thành một phần của xã mới Hát Môn, địa danh gắn liền với cuộc khởi nghĩa của Hai Bà Trưng năm 40.
Vốn là một tụ điểm quần cư đông đúc từ thời Đông Sơn, Tam Hiệp đã từng được ghi nhận là địa bàn hội quân quan trọng: thời Lý − Trần gọi là hương Binh Hiệp, thời Lê − Mạc gọi là tổng Thượng Hiệp. Trong chiến tranh Đông Dương, Tam Hiệp cũng có nhiều đóng góp và được công nhận là một tập thể Anh hùng Lực lượng vũ trang nhân dân. Trong thời bình, ở Tam Hiệp không chỉ có nghề nông mà còn có thêm các nghề tơ lụa, làm bánh, buôn bán hay vận tải. Từ những năm 1960, nhà máy đường Tam Hiệp đã đi vào hoạt động và trở thành một biểu tượng gắn liền với địa phương. Bước sang thời Đổi Mới, nghề may mặc và làm thú nhồi bông ở Tam Hiệp phát triển nhanh chóng. Từ một trong những làng nghề trẻ nhất của tỉnh Hà Tây cũ, Tam Hiệp đã góp mặt trong 17 làng nghề kết hợp du lịch tiềm năng của Thủ đô Hà Nội. Bên cạnh ba cụm công nghiệp hiện đại đã được quy hoạch và xây dựng, Tam Hiệp vẫn bảo tồn được nhiều nét văn hóa truyền thống với sáu di tích quốc gia và ba di tích cấp tỉnh. Địa phương cũng được biết đến với đặc sản cà dầm tương, đồng thời là nguồn cảm hứng cho tác phẩm Quê Nhà của nhạc sĩ Trần Tiến.

## Tên gọi
Tên gọi Tam Hiệp được hình thành trên cơ sở kế thừa từ các địa danh cổ, trong đó ghi chép sớm nhất mang tên 兵合 có từ năm 1214. Theo tác giả Phạm Thị Thoa trong bài viết Thử tìm hiểu địa danh Binh Hiệp, chữ 合 có thể đọc là Hiệp hoặc Hợp. Theo giáp cốt văn, chữ 合 có hình dạng chiếc hộp đậy nắp, nghĩa là kết hợp lại; khi đi cùng chữ 兵 – nguyên nghĩa là binh khí, sau mở rộng ra là quân lính – có thể tạm dịch tên Binh Hiệp là nơi hội quân hay nơi tập kết vũ khí. Về sau, khu vực này được biết đến với tên gọi 上協 (Thượng Hiệp). Chữ 協 trong trường hợp này là một từ đồng âm của chữ 合. Tuy nhiên, chữ 協 xuất phát từ hình tượng con người cầm nông cụ canh tác và con chó đứng canh cho chủ, ngụ ý về sự đồng lòng góp sức trong lao động; không đơn thuần chỉ gộp lại như chữ 合. Còn chữ 上 là ở phía trên, để phân biệt với 下協 (Hạ Hiệp) ở phía dưới, vốn cũng thuộc đất cổ Binh Hiệp. Kể từ đó cho tới trước Cách mạng Tháng Tám năm 1945 − thời điểm xã Tam Hiệp được thành lập  − ở địa phương đã tồn tại cùng lúc ba xã có tên Hiệp là: 上協 (Thượng Hiệp), 慶協 (Khánh Hiệp) và 協吉 (Hiệp Cát, tên cũ là 協隴 Hiệp Lũng). Còn với dân gian, khu vực này thường được gọi bằng tên Nôm là Kẻ Hiệp. Các tên gọi đó hàm chứa nhiều giá trị lịch sử văn hóa của địa phương, như tinh thần chuộng võ mà địa chí triều Nguyễn từng viết: "các xã Hiệp Lũng, Khánh Hiệp [...] tập tục chuộng vũ dũng". Tục ngữ cũng có câu "động Mỹ Giang, cả làng vây chặt" cho thấy tinh thần đoàn kết cộng đồng nơi đây, hễ có biến động là tất cả đều sẵn sàng tham gia. Làng Mỹ Giang ấy chính là xã Khánh Hiệp cũ, còn xã Thượng Hiệp đã được tách thành ba làng: Thượng Hiệp, Đại Điền và Hòa Thôn. Do nằm gần nhau nên các làng Đại Điền, Hòa Thôn và Hiệp Cát còn gọi tắt là Điền Hòa Cát.

## Địa lý

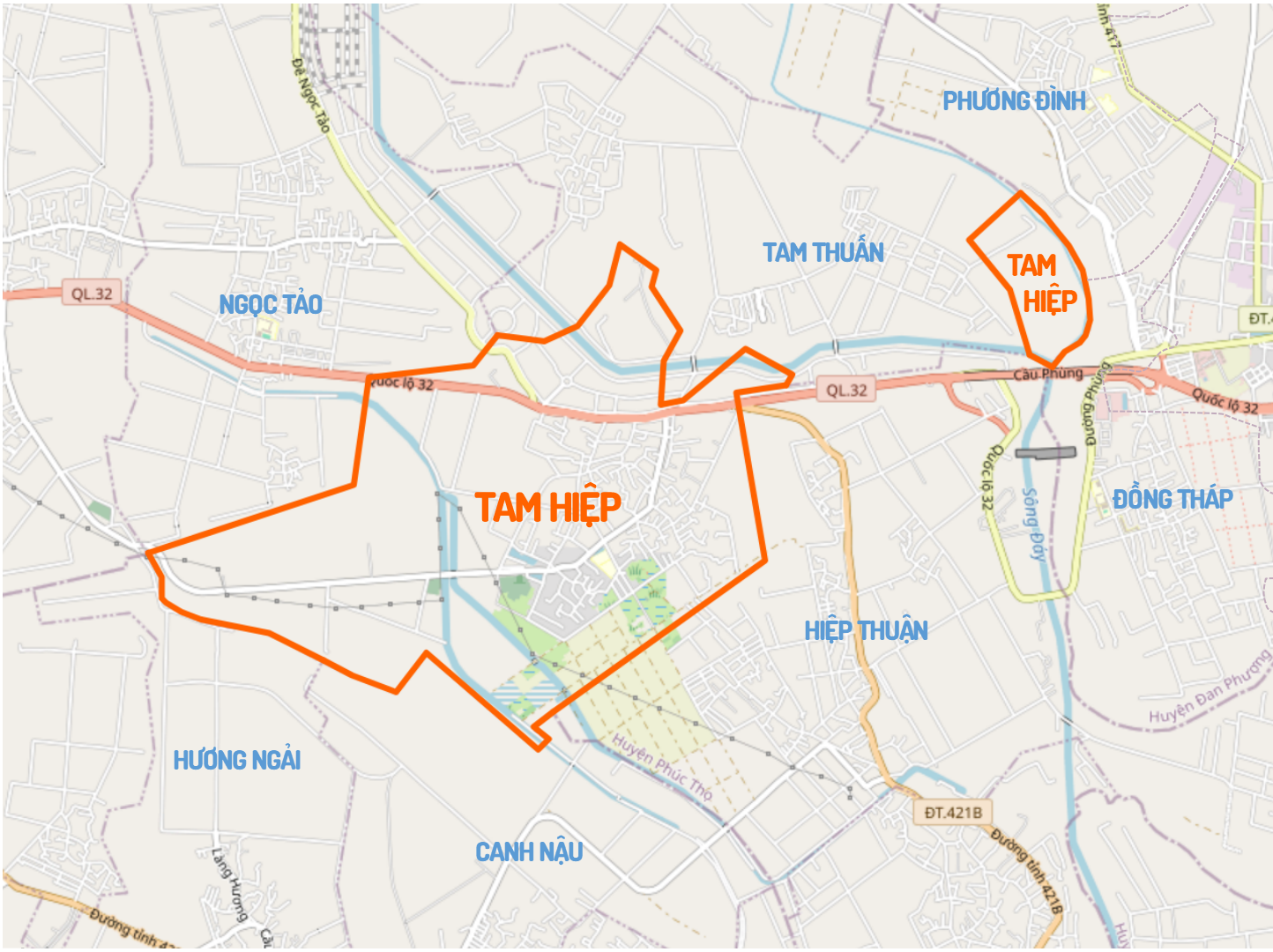
Tam Hiệp từng tiếp giáp với 7 xã cũ là: Ngọc Tảo, Tam Thuấn, Hiệp Thuận, Phương Đình, Đồng Tháp, Canh Nậu và Hương Ngải. Từ ngày 16/6/2025, tất cả đều không còn là đơn vị hành chính cấp xã.

Tam Hiệp có vị trí ở vào khoảng km25, quốc lộ 32 trên đường từ Hà Nội đi Sơn Tây nên rất thuận tiện cho giao thương. Địa phương từng tiếp giáp với hai huyện cũ là Thạch Thất và Đan Phượng; sau trở thành ba xã mới: Tây Phương, Đan Phượng và Liên Minh. Với tổng diện tích tự nhiên 561,3 ha; lãnh thổ Tam Hiệp bao gồm hai phần địa giới tách rời. Nằm bên bờ hữu ngạn sông Hát nên làng Mỹ Giang của Tam Hiệp xưa còn gọi là thôn Sông. Về sau, địa phương tiếp tục có thêm tuyến kênh Cẩm Đình − Hiệp Thuận và mương tiêu Tây Ninh chảy qua, cung cấp nguồn nước tưới dồi dào cho nông nghiệp. Còn nguồn nước sinh hoạt ở Tam Hiệp theo khảo sát bị nhiễm arsen và mangan. Một số khu vực cũng không thể khoan được giếng nên việc mua nước đã phổ biến từ năm 2003 với khoảng 500 hộ sử dụng. Đến tháng 6 năm 2024, Tam Hiệp có tổng cộng 2.960 hộ mua nước sạch từ nhà máy. Một điểm đáng lưu ý khác về đất ở Tam Hiệp là hàm lượng đồng và nickel cao ở mức ô nhiễm; có thể do tích tụ tự nhiên, vị trí gần mỏ sulfide hay hoạt động kỹ thuật.

## Lịch sử

### Cổ đại và trung đại

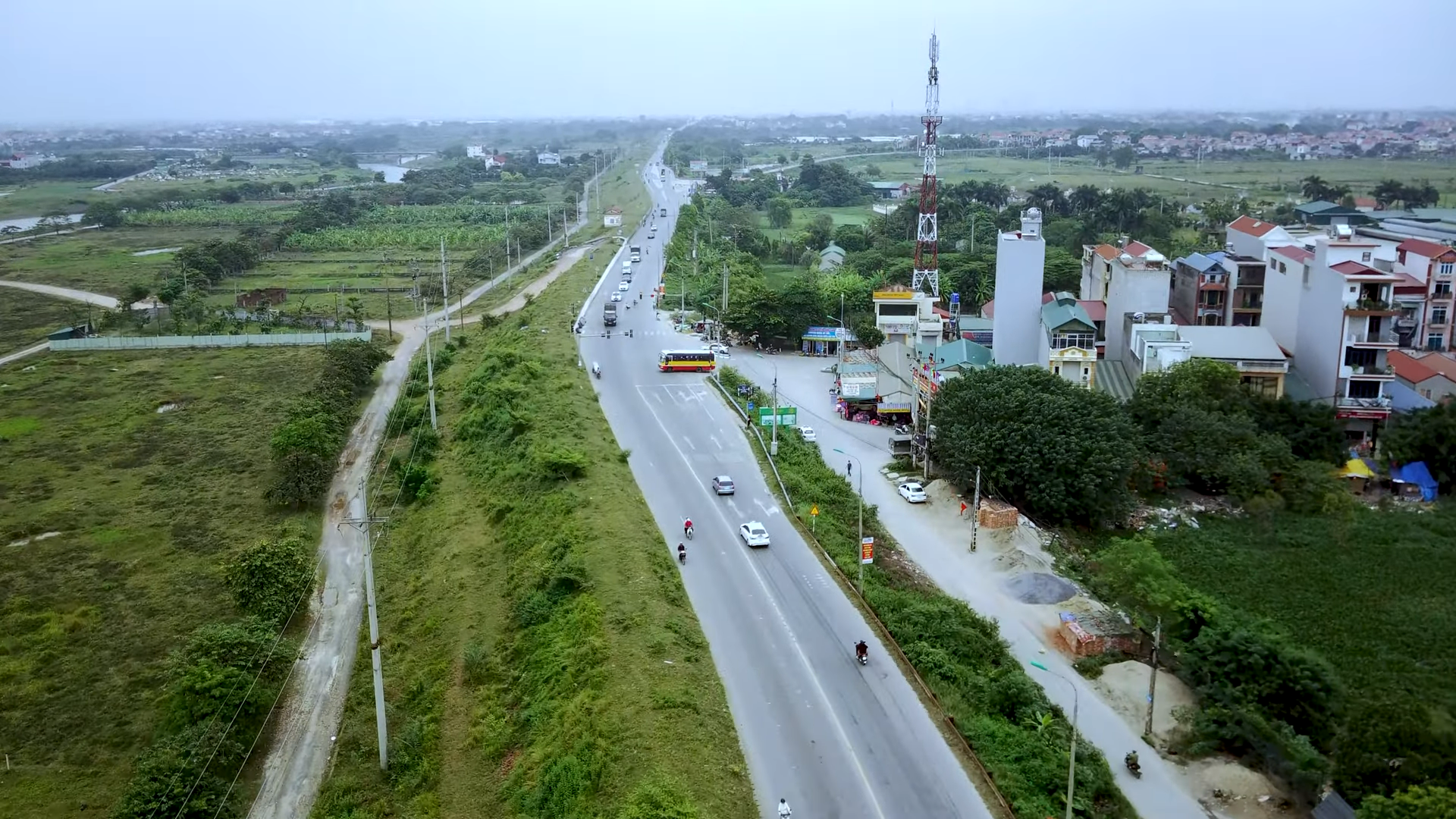
Đê Quai Chè và khu dân cư dốc nhà máy đường (bên phải)

Từ khoảng thế kỷ V TCN cho đến đầu Công Nguyên, khu vực Tam Hiệp đã xuất hiện làng mạc quy mô. Dân cư ở đây không chỉ làm chủ kỹ thuật đúc đồng mà còn biết nấu sắt để tạo ra lưỡi cuốc cùng nhiều nông cụ khác. Bằng chứng là năm 1969, khi đào giếng trong nhà máy đường Tam Hiệp, các kỹ sư đã tìm thấy 5 rìu đá được mài nhẵn. Năm 1972, khi san lò gạch cũ, người ta cũng nhặt được 1 rìu đồng, 1 giáo đồng và 3 mũi chông sắt. Đến năm 1975, các nhà nghiên cứu đã khai quật thêm nhiều hiện vật tại địa điểm khảo cổ học Quai Chè. Đây là một di chỉ cư trú với diện tích rộng, tầng văn hóa dày trên 1m và có những món đồ gốm Đường Cồ đặc trưng của thời kỳ Đông Sơn.
Mùa xuân năm 40, khi Hai Bà Trưng dựng cờ khởi nghĩa, thần phả địa phương còn ghi chép về vị tướng Đỗ Năng Tế là thầy dạy kiêm tướng lĩnh phò tá Hai Bà. Nhưng theo Văn bia chùa Thiệu Long ở hương Binh Hiệp nước Đại Việt, khắc năm 1226 tại Tam Hiệp, thì ông lại là nhân vật cuối thời Lý, đầu thời Trần. Theo Đại Việt sử ký toàn thư, năm 1214, vua Lý Huệ Tông đã cùng thái hậu và ngự nữ chạy về Binh Hiệp để tránh loạn. Còn ghi chép năm 1216 của Việt sử lược cho biết Hiển Tín Vương Nguyễn Bát làm phản, phá ấp Hiệp nên tướng Đỗ Tế đã rút sang Đan Phượng. Theo Giáo sư Hà Văn Tấn thì Đỗ Tế ở đây hẳn là Đỗ Năng Tế và ấp Hiệp là hương Binh Hiệp. Như vậy, ông là võ quan trải hai triều đại với vị trí khá cao − Tiết Cấp Nhập Nội Thái Tử và Trung Tín Thái Tử. Đồng thời, ông cũng có mối quan hệ tốt với Kiến Quốc Đại Vương Trần Tự Khánh. Sau khi mất, ông được dân tôn làm Thành hoàng và theo thời gian đã được truyền thuyết hóa thành nhân vật thời Trưng Vương. Bởi lẽ Tam Hiệp là một trong những vùng đất liên quan mật thiết đến cuộc khởi nghĩa của Hai Bà Trưng, nên những dấu ấn sâu đậm còn sót lại sau hàng ngàn năm đã được liên kết với nhau. Hai tác giả Trường Phong và Nguyễn Du trên tạp chí Di Sản Văn Hóa đã coi đây là trường hợp thú vị, cho thấy độ vênh giữa lịch sử và tín nhiệm dân gian.

Đình Mỹ Giang thờ tướng quân Đỗ Năng Tế

Chưa rõ khi nào hương Binh Hiệp được chia thành hai tổng Thượng Hiệp và Hạ Hiệp; nhưng theo Đại Việt sử ký toàn thư, vào tháng 12 năm 1591, triều đình nhà Mạc triệu tập đại binh tại đây. Vua Mạc Mậu Hợp đích thân đốc suất chính dinh, bên cạnh các tướng Mạc Ngọc Liễn ở đạo Tây, Nguyễn Quyện ở đạo Nam và bốn quận công Ngạn, Thủy, Đương, Xuyên ở hai đạo Đông Bắc. Tiên phong là Khuông Định công và Tân quận công, theo sau còn có nhiều tông thất họ Mạc. Tuy đã huy động lực lượng từ cả 4 trấn, 4 vệ và 5 phủ, tổng cộng tới hơn 10 vạn quân, nhưng nhà Mạc cuối cùng vẫn thất bại trước chúa Trịnh Tùng. Còn theo thần phả đình Kim Giang, phường Đại Kim, quận Hoàng Mai, Hà Nội thì vào thời Lê trung hưng, một trận chiến khác cũng từng xảy ra tại đây giữa tướng Mạo Giáp Hoa và quân Chiêm Thành.

### Cận đại và hiện đại
Đầu năm 1930, ông Hoàng Văn Năng, người làng Mỹ Giang, đã đứng lên thành lập hội học sinh yêu nước trường Ngọc Tảo, là tổ chức quần chúng cách mạng đầu tiên ở tỉnh Sơn Tây. Tổng Thượng Hiệp từ đó trở thành nơi Xứ ủy Bắc Kỳ thường qua lại và hội họp, tổ chức các hoạt động tuyên truyền và tuần hành. Dù sau này phía Pháp đã cho dựng đồn trú ngay tại làng, dân quân du kích địa phương vẫn bí mật hoạt động với 120 người, trong đó có 15 cảm tử quân. Trải qua 20 trận đánh lớn và hàng trăm trận nhỏ, 535 lính Pháp đã bị hạ, 45 người ra hàng, 20 người bị bắt sống, 6 xe quân sự bị phá hủy và nhiều vũ khí bị thu giữ. Tổng kết sau chiến tranh Đông Dương, Tam Hiệp có 97 quân nhân, 270 dân công hỏa tuyến và chi viện 9 tấn gạo cho bộ đội. Địa phương do đó cũng được phong tặng danh hiệu tập thể Anh hùng Lực lượng vũ trang nhân dân. Trong thời kỳ chiến tranh Việt Nam và sau đó là hai cuộc chiến tranh biên giới, nhiều thế hệ thanh niên Tam Hiệp đã tiếp tục lên đường ra mặt trận; còn hậu phương cũng trở thành nơi sơ tán của một số đơn vị như Thông tấn xã Việt Nam. Theo thống kê, Tam Hiệp có tổng cộng 22 Bà mẹ Việt Nam anh hùng, 164 liệt sỹ, 72 thương binh và 26 bệnh binh.

## Hành chính
Thời Lý − Trần, hương Binh Hiệp nơi đây được ghi chép cùng với địa danh Đan Phượng, vốn thuộc châu Từ Liêm, lộ Đại La Thành. Sang đến thời Hậu Lê, khu vực này thuộc về huyện Đan Phượng, phủ Quốc Oai, trấn Sơn Tây. Tới năm 1832 triều Nguyễn, địa phương tiếp tục được chuyển về huyện Yên Sơn, phủ Quốc Oai, tỉnh Sơn Tây. Đến năm 1892, phủ Quốc Oai không còn có huyện Yên Sơn mà trực tiếp quản lý các tổng. Bên dưới tổng Thượng Hiệp có bốn xã: Thượng Hiệp (thôn Thượng, thôn Hòa, thôn Đại Điền), Khánh Hiệp (thôn Mỹ Giang, thôn Miếu), Hiệp Lũng (hay Hiệp Cát) và Thuấn Nhuế (thôn Nội, thôn Trung, thôn Ngoại).
Giai đoạn 1945−1954, địa bàn Tam Hiệp ghi nhận nhiều sự biến động do ảnh hưởng của chiến tranh. Các tài liệu của địa phương cho biết xã Tam Hiệp được thành lập sau Cách mạng Tháng Tám năm 1945, gồm năm làng: Thượng Hiệp, Mỹ Giang, Đại Điền, Hòa Thôn và Hiệp Cát. Đồng thời, vùng bãi Táo (tức thôn Táo, sau trở thành làng Táo của Tam Thuấn) vốn cũng thuộc Tam Hiệp, tới tháng 8 năm 1948 đã được tách ra. Còn các tài liệu phía Pháp cho biết từ ngày 14 tháng 3 năm 1949, các làng xã của tổng Thượng Hiệp thuộc quận Hoài Đức, tỉnh Hà Đông. Tới ngày 18 tháng 7 năm 1950, khu vực này được trả về quận Quốc Oai, tỉnh Sơn Tây. Nhưng chỉ hơn hai tháng sau, tới ngày 27 tháng 9 cùng năm thì nơi đây lại do quận Phúc Thọ, tỉnh Sơn Tây quản lý.
| Thời gian            | Xã                                    | Huyện                                 | Tỉnh/thành phố                        |
| -------------------- | ------------------------------------- | ------------------------------------- | ------------------------------------- |
| Sau năm 1954         | Tam Hiệp                              | Quốc Oai                              | Sơn Tây                               |
| 21 tháng 4 năm 1965  | Tam Hiệp                              | Quốc Oai                              | Hà Tây                                |
| 27 tháng 12 năm 1975 | Tam Hiệp                              | Quốc Oai                              | Hà Sơn Bình                           |
| 29 tháng 12 năm 1978 | Tam Hiệp                              | Quốc Oai                              | Hà Nội                                |
| 17 tháng 2 năm 1979  | Tam Hiệp                              | Phúc Thọ                              | Hà Nội                                |
| 12 tháng 8 năm 1991  | Tam Hiệp                              | Phúc Thọ                              | Hà Tây                                |
| 1 tháng 8 năm 2008   | Tam Hiệp                              | Phúc Thọ                              | Hà Nội                                |
| 16 tháng 6 năm 2025  | Giải thể, thuộc về xã Hát Môn, Hà Nội | Giải thể, thuộc về xã Hát Môn, Hà Nội | Giải thể, thuộc về xã Hát Môn, Hà Nội |

Sau năm 1954, Tam Hiệp từng trải qua nhiều lần điều chỉnh các đội, trại, cụm dân cư; cũng như thay đổi cấp huyện, tỉnh, thành phố. Đến năm 2024, Tam Hiệp có tám thôn sắp xếp theo số thứ tự. Trong đó, các thôn 1, 2, 3, 4 là làng Thượng Hiệp. Hai thôn 5, 6 là khu Điền Hòa Cát; còn hai thôn 7, 8 là làng Mỹ Giang.
Năm 1999, dân số Tam Hiệp đạt 9.154 người với mật độ 1.635 người/km2. Đến năm 2024, nơi đây có 13.496 nhân khẩu và mật độ khoảng 2.400 người/km2. Dân cư bản địa ở Tam Hiệp là người Kinh, có đạo Phật và một phần nhỏ theo Thiên Chúa.

## Kinh tế
Từ thời Nguyễn, chợ Hiệp Thượng được ghi nhận là chợ lớn nhất của huyện Yên Sơn, họp các phiên 3, 5, 8, 10, 13, 15, 18, 20, 23, 25, 28 và 30 âm lịch hàng tháng. Dân gian trong vùng cũng có câu "khôn kẻ Ngái không bằng dại kẻ Hiệp" để nói về sự nhạy bén của người dân địa phương. Theo Sơn Tây tỉnh địa chí, Tam Hiệp từng có nghề quay tơ ở hai làng Hiệp Cát và Đại Điền. Trong đó, sản phẩm lượt Bùng(huoc-bung) của Hiệp Cát khá có tiếng trong tỉnh và từng cung cấp cho triều đình Huế. Pierre Gourou trong cuốn Người nông dân châu thổ Bắc Kỳ cũng cho biết làng Hiệp Cát cùng với làng Phú Nhi là hai làng có nhiều người kéo xe nhất tỉnh Sơn Tây. Còn làng Đại Điền được xếp vào nhóm làng đặc biệt quan trọng với nghề làm bánh, trong khi làng Hòa Thôn lại có nghề hớt cá bột đem bán. Dưới thời Pháp thuộc, Thượng Hiệp cũng là một trong 11 địa phương có cửa hàng bán buôn của tỉnh Sơn Tây. Tới năm 1964, xí nghiệp đường − giấy − rượu đã được xây dựng tại đây, là một trong hai nhà máy mía đường lớn của tỉnh Hà Tây cũ. Tam Hiệp do đó từng có vùng trồng nguyên liệu mía khoảng 200 ha vào năm 1979. Trong giai đoạn 1976−1983, địa phương cũng tích cực sản xuất nông nghiệp và trở thành một trong 35 hợp tác xã của thành phố có năng suất lúa vượt 8 tấn/ha/năm.
Kể từ sau Đổi Mới, đặc biệt là từ những năm 2000, nền kinh tế Tam Hiệp đã liên tục tăng trưởng và chuyển dịch tích cực. Tổng giá trị sản xuất của địa phương từ mức 32,9 tỷ đồng năm 2001 đã tăng lên tới 1.017,3 tỷ đồng vào năm 2021. Nông nghiệp từng chiếm tới 26,2% cơ cấu kinh tế vào năm 2001, nhưng đến năm 2005 đã giảm còn 18,6%. Mười năm sau đó, con số này tiếp tục hạ xuống 9,4% và đến năm 2021 lại giảm thêm một nửa còn 4,7%. Trong khi đó, thu nhập bình quân đầu người liên tục tăng từ mức 6,7 triệu đồng/người/năm (2005) lên 92,2 triệu đồng/người/năm (2024). Con số này tương đương mức tăng gần 14 lần trong vòng 20 năm và luôn cao hơn mức trung bình của huyện Phúc Thọ − 4,31 triệu đồng/người/năm (2005) và 80 triệu đồng/người/năm (2024). Theo thống kê năm 2018, Tam Hiệp có 50 doanh nghiệp, 650 hộ sản xuất công nghiệp − tiểu thủ công nghiệp và 572 hộ thương mại − dịch vụ. Đến năm 2023, địa phương đã không còn hộ nghèo.
Sau khi đạt chuẩn nông thôn mới năm 2014, khu vực Tam Hiệp đã được quy hoạch thêm các khu đất ở đấu giá với mức khởi điểm khá cao, phản ánh phần nào sự sôi động nơi đây. Năm 2024, phía tây Tam Hiệp đã khởi công hai dự án cụm công nghiệp (CCN) là Tam Hiệp (rộng 20,99 ha, vốn 454 tỷ đồng) và Nam Phúc Thọ − CCN lớn nhất Hà Nội ở thời điểm đó với tổng mức đầu tư gần 780 tỷ đồng. Quyết định Phê duyệt Quy hoạch Thủ đô cuối năm 2024 cũng cho biết thêm về CCN thứ ba của địa phương cùng với đất Hiệp Thuận, rộng 58 ha. Bên cạnh đó, Tam Hiệp còn có một phần diện tích phía bắc thuộc dự án Vườn sinh thái Cẩm Đình − Hiệp Thuận, nhưng đã chậm tiến độ từ năm 2008 khi sáp nhập về Hà Nội. Vào năm 2020, dọc tuyến đê bên ngoài dự án này từng có con đường bích họa dài nhất Thủ đô, nhưng sau ba năm không được quan tâm bảo trì nên cũng đã xuống cấp.

### Nghề may
Nghề may ở Tam Hiệp đã manh nha từ những năm bao cấp. Để cải thiện đời sống khó khăn khi ấy, người dân làng Thượng Hiệp đã âm thầm thu mua vải vụn từ các xí nghiệp về, sau đó chắp vá và khâu tay những mặt hàng như: yếm dãi, dải rút, áo ngực hay mũ biên phòng rồi lại bí mật đưa đi tiêu thụ. Kể từ sau Đổi Mới, họ đã chuyển qua làm gia công cho các cơ sở may mặc ở Cổ Nhuế, Từ Liêm rồi dần vươn lên làm chủ. Đến năm 1997, ở Tam Hiệp xuất hiện thêm nhóm sản phẩm thú nhồi bông từ cơ sở Hoa Thái. Bước sang thế kỷ XXI, các mặt hàng làng nghề ngày càng đa dạng mẫu mã, từ quần áo trẻ em cho tới người lớn. Các xưởng may đã được nhân rộng ra cả 5/5 làng ở Tam Hiệp; kéo theo sự phát triển của nhiều dịch vụ phụ trợ như: in thêu, vận tải, làm chun, dệt mút, bán buôn bán lẻ hay thương mại điện tử... Các sản phẩm làm ra không chỉ phục vụ thị trường trong nước mà còn xuất khẩu đi Campuchia, Lào; tạo việc làm cho hàng nghìn nhân công địa phương và các huyện lân cận. Năm 2014, nghề may Tam Hiệp đạt doanh thu gần 300 tỷ đồng, đóng góp vào 90% cơ cấu thu ngân sách của địa phương. Đến năm 2021, doanh thu của các hộ làm nghề ước đạt khoảng 800−900 tỷ đồng. Tam Hiệp cũng thu hút nhiều lao động tới đây học nghề, như dân làng Táo ở đất Tam Thuấn kế bên, cũng một phần nhờ đó mà trở thành Làng nghề Hà Nội vào năm 2024.
Từ khi còn thuộc tỉnh Hà Tây cũ, nơi đây là một trong những làng nghề trẻ nhất và được chọn vào nhóm 10 làng thí điểm du lịch của tỉnh. Sau khi sáp nhập về Hà Nội, địa phương tiếp tục nằm trong 17 làng nghề kết hợp du lịch tiềm năng, nhưng vẫn chưa thể triển khai thành công mô hình này như gốm Bát Tràng hay lụa Vạn Phúc. Bên cạnh đó, làng nghề phát triển cũng đi kèm với những mặt trái. Năm 2018, dù đã ký hợp đồng thu gom rác với công ty môi trường nhưng địa phương vẫn bị quá tải. Rác chất đống tại các bãi tập kết, tràn ra đường và vương vãi khắp ruộng khiến người dân buộc phải đốt bớt, gây ô nhiễm không khí. Theo công bố của Ủy ban nhân dân thành phố năm 2023, làng nghề may Thượng Hiệp đang hoạt động mạnh và có hệ thống thu gom nước thải nhưng vẫn ở trong tình trạng ô nhiễm môi trường nghiêm trọng. Ngoài ra, ở Tam Hiệp vẫn còn một bộ phận sản xuất hàng giả, nhái các thương hiệu nổi tiếng quốc tế. Các tiểu thương dù biết rõ điều đó nhưng vẫn đến đây thu mua do giá thành rẻ, mẫu mã và màu sắc bắt mắt. Còn về phía người tiêu dùng đôi khi vẫn chấp nhận sử dụng các mặt hàng này. Do đó, vấn đề lâu nay vẫn chưa được giải quyết triệt để dù một vài chủ xưởng đã bị truy tố. Ngoài ra, với quy mô hộ gia đình nhỏ lẻ và kinh doanh theo kiểu truyền thống nên hầu hết chủ xưởng ở Tam Hiệp không có các hóa đơn chứng từ theo quy định. Vào tháng 6 năm 2025, sau khi nhà nước mở đợt truy quét hàng giả kết hợp với thay đổi chính sách thuế khoán của hộ kinh doanh, ở Tam Hiệp đã xảy ra hiện tượng đóng cửa hàng loạt trên tuyến đường trục chính sầm uất.

### Các nghề khác
Với nghề chế biến thực phẩm, Tam Hiệp có hai nhãn hiệu tập thể là cà dầm tương và tương nếp. Theo Sơn Tây tỉnh địa chí, giống cà ở Hòa Thôn vốn có cùi dày, ít hạt và ăn giòn. Sau khi rửa sạch, cà bát được ướp muối 20 ngày rồi ép bỏ nước, lại ngâm tương suốt một năm mới hoàn thành. Về phần tương vốn làm từ gạo nếp và bột ngô đem đồ chín rồi ủ thành mốc, sau đem đi ủ tiếp với muối và đậu tương đã rang xay. Từ đó, mỗi ngày người thợ đều cần quan sát thời tiết để liệu mở chum tương ra khuấy đều; tránh cho tương bị lắng và vón cục, nhưng không cẩn thận lại dễ khiến tương bị chua và hỏng. Quả cà đạt chất lượng là khi vớt ra rửa sạch vẫn còn màu vàng óng và ruột màu hồng nhạt, thái miếng mỏng mà không bị nát. Khi ăn cà có vị mặn đậm nhưng khi nuốt vào lại thấy ngọt hậu. Từ một món ăn dân dã của làng quê xưa, cà dầm tương Tam Hiệp nay trở thành đặc sản được bày bán trong các siêu thị ở Thủ đô. Bên cạnh đó, làng Đại Điền cũng được biết đến với nghề làm bánh, đặc biệt là món bánh đúc. Theo cây bút Tiến Thành trên báo Tuổi Trẻ, bánh ở đây có màu trắng mịn, thanh mát và thơm dẻo nên được ưa chuộng dù giá bán thường cao hơn. Ngoài ra, Tam Hiệp cũng có khu chăn nuôi tập trung 49,4 ha; với đàn lợn 3.920 con và đàn gia cầm 16.025 con vào năm 2022. Do đó, ở địa phương còn có thêm nghề giết mổ, bên cạnh một số nghề khác như trồng hoa, cây cảnh, bưởi và ổi.

## Văn hóa

Trường mầm non Tam Hiệp B

Tam Hiệp xưa cũng giống như nhiều làng xã khác ở Việt Nam, đều có các hương ước hay tục lệ cổ. Dưới triều Nguyễn, ở Thượng Hiệp còn ghi chép 9 điều và 25 lệ; Mỹ Giang có 1 văn khoán và 38 lệ; Miếu Thôn có 12 điều, 18 khoản và 1 lệ; Đại Điền có tổng cộng 37 điều cùng 25 lệ; và nhiều nhất là Hiệp Cát với 194 trang. Bên cạnh việc gìn giữ các lễ nghi truyền thống, nhân dân cũng đã thay đổi một số tập quán theo nếp sống mới. Tiêu biểu là các đám tang vốn địa táng, cải táng đã chuyển sang hỏa táng với tỷ lệ tăng dần: từ 47,45% năm 2018 lên 63,3% năm 2019. Năm 2022, Tam Hiệp có 3.125 hộ đạt tiêu chuẩn gia đình văn hóa. Đến năm 2024, cả 8/8 thôn ở đây đều được công nhận thôn văn hóa.
Địa phương có tổng cộng ba trường mầm non (Tam Hiệp, Tam Hiệp B, Bình Minh), hai trường tiểu học (Tam Hiệp A, Tam Hiệp B) và một trường THCS Tam Hiệp. Theo thống kê năm 2019, phong trào thể dục thể thao ở đây cũng phổ biến với 39,3% dân cư tham gia thường xuyên vào các câu lạc bộ như bóng chuyền hơi, cầu lông, dân vũ hay bóng đá... Trung tâm văn hóa thể thao hiện đại tại Tam Hiệp cũng đã được khánh thành năm 2023 và nhiều giải đấu thường được tổ chức vào mùa xuân, gắn với lễ hội truyền thống tháng ba âm lịch hàng năm của địa phương. Trong những ngày hội, ngoài các hoạt động tế lễ và rước kiệu còn có các trò chơi dân gian như: đi cầu khỉ, đập niêu, chọi gà, kéo co... Đặc biệt, câu lạc bộ Lân Sư Rồng Tam Hiệp còn mang tới những màn trình diễn hấp dẫn với hơn 40 hội viên đã nhiều lần phục vụ Lễ giỗ Tổ Hùng Vương tại Đền Hùng. Ngoài ra, Tam Hiệp cũng có câu lạc bộ thơ Hương Quê thành lập từ năm 1992 và từng được giới thiệu trên sóng Đài tiếng nói Việt Nam.

### Di tích
| Di tích quốc gia |
| • Đình Mỹ Giang • Đình Thượng Hiệp • Quán Ngự (đình Đông) • Chùa Thiệu Long (chùa Miếu) • Chùa Kim Hoa (chùa Tổng) • Chùa Ba Giai (chùa Giai) |
| Di tích cấp tỉnh |
| • Đình Miếu Thôn • Đình Hòa Thôn • Chùa Hòa Thôn |
| Chưa xếp hạng • Đình Điền • Đình Đoài • Đền Dịp • Quán Dậm/Rậm (Lăng mộ tướng quân Đỗ Năng Tế) • Chùa Đường Hoa (Mỹ Giang) • Chùa Phúc Điền (chùa Điền) • Chùa Cát Sơn (chùa Đoài) • Chùa Báo Sơn (chùa Đông) • Chùa Linh Bảo (chùa Báu) • Chùa Ba Khối (chùa Chợ) |

Cổng tam quan chùa Tổng

Trong số chín di tích đã xếp hạng ở Tam Hiệp, chùa Tổng là ngôi chùa nằm ở vị trí trung tâm của cả năm làng. Tại đây còn lưu giữ được bệ đá hoa sen cổ với kích thước 3x1,7x1,3 m và trang trí hình Garuda. Một số nghiên cứu cho rằng bệ đá này có từ thời Trần còn một số cho là thuộc thời Mạc. Tấm bia Tôn tạo Kim Hoa tự bi ở đây cho biết chùa đã được trùng tu quy mô vào năm 1578. Các cổ vật nay còn thấy trong chùa là 8 tấm bia đá, 1 quả chuông thời Tây Sơn và 20 pho tượng gỗ chủ yếu từ thời Lê trung hưng. Cách chùa không xa là quán Ngự nằm bên gốc cây đa cổ thụ hàng trăm năm tuổi. Quán có quy mô nhỏ và thờ vị thánh Tam Giang Bạch Hạc triều Hùng Vương.
Về phía xóm Miếu, làng Mỹ Giang, chùa Thiệu Long vốn có tấm bia cổ từ năm 1226 nhưng ít ai biết tới do đã bị xây bịt lại. Theo thác bản còn lưu giữ tại Viện Hán Nôm thì bia do chính ông Đỗ Năng Tế dựng và cung cấp nhiều thông tin về vị tướng này. Bia cũng cho thấy dáng dấp của ngôi chùa cổ − vốn ảnh hưởng từ văn hóa Ấn Độ và Chăm Pa, với các bức tượng Apsara, Kaundinya hay Gandharva. Nhưng qua thời gian, chùa đã được trùng tu nhiều lần và các hiện vật nay còn thấy được đều ở vào thời Lê − Nguyễn. Trong khi đó, đình Mỹ Giang lại lưu giữ được 1 cuốn thần tích chép năm 1677 và 13 đạo sắc phong cho nhân vật Đỗ Năng Tế thời Trưng Vương, sớm nhất từ năm 1786. Dù theo văn bia ông chỉ có một người vợ và hai hậu duệ nữ, nhưng qua thần phả ông lại có tới ba bà phi và cả bốn vị cùng được thờ phụng tại đây. Cách đình không xa là lăng mộ ông, tục gọi là quán Dậm (hay Rậm). Ở đó đã từng có loài cua đặc sản được xếp vào hạng "Sơn Tây tứ quý" (hay "Sơn Tây tứ dị") chỉ dùng để tiến vua. Thậm chí còn có thuyết cho rằng quân lính của ông sau khi hy sinh đã hóa thành loài cua này để theo hầu bên chủ tướng. Tuy nhiên, từ giữa thế kỷ XX đến nay loài cua kỳ bành Khánh Hiệp đã không còn xuất hiện nữa.

### Danh nhân
Về chính trị quân sự, Tam Hiệp xưa có vị tướng Đỗ Năng Tế được nhà Trần ban ấp thang mộc. Hương Binh Hiệp của ông bao gồm cả đất Hiệp Thuận và Liên Hiệp. Trong đó, đình Hạ Hiệp ở Liên Hiệp cũng thờ vị Thành hoàng có tên tương tự là Đỗ Năng Đạo (thường gọi là Hoàng Đạo); còn tại Hiệp Thuận thì tên gọi tiếp tục thay đổi thành Hoàng Thông. Theo thần phả thì tất cả các vị đều được cho là tham gia khởi nghĩa Hai Bà Trưng. Tên tướng Đỗ Năng Tế đã được đặt cho hai con đường ở quận Bình Tân, thành phố Hồ Chí Minh và quận Liên Chiểu, thành phố Đà Nẵng. Tới thời hiện đại, Tam Hiệp có những cá nhân tiêu biểu như:
- Trần Kinh Chi (1927−2018) Thiếu tướng, Tư lệnh kiêm Chính ủy Bộ Tư lệnh Bảo vệ Lăng Chủ tịch Hồ Chí Minh[118]
- Đào Văn Bình (sinh 1956) Phó Chủ tịch Trung ương Mặt trận Tổ quốc Việt Nam, Đại biểu Quốc hội khóa XIII[119]
- Lê Hiền Vân (sinh 1960) Trung tướng, Phó Chủ nhiệm Tổng cục Chính trị, Đại biểu Quốc hội khóa XIII[120][121]
- Nguyễn Mạnh Hùng (sinh 1974) Chủ tịch Ủy ban nhân dân tỉnh Thái Bình[122]

Về giáo dục khoa cử, dẫu là một vùng đất chuộng võ, nhưng trong số tám tiến sĩ Nho học của huyện Phúc Thọ, cũng có hai vị cùng quê Khánh Hiệp là Nguyễn Đạo Hưng (khoa 1493) và Nguyễn Doãn Tuy (hay Nguyễn Khắc Tuy, khoa 1514). Toàn tỉnh Sơn Tây triều Nguyễn có 104 cống sĩ thì Tam Hiệp cũng có sáu vị: Đào Duy Phác (khoa 1831), Nguyễn Ngọc Dịch (khoa 1841), Nguyễn Khắc Trạch (khoa 1861), Đỗ Văn Huyên (khoa 1864), Trần Thông (khoa 1891) và Trần Dụng Đoan (khoa 1915). Thời hiện đại, Tam Hiệp có những Nhà giáo ưu tú hay Phó Giáo sư như: Trần Huy Thành (sinh 1943), Đỗ Cảnh Dương (sinh 1960), Nguyễn Thị Xuân Sơn (sinh 1979), Nguyễn Thị Kim Sơn (sinh 1980), Nguyễn Kiên Trung (sinh 1985)...
Về nghệ thuật, Tam Hiệp là nơi sinh ra và lớn lên của nhạc sĩ Lê Việt Hòa (1935−2014). Ông là tác giả ca khúc Gửi em chiếc nón bài thơ và được truy tặng Giải thưởng nhà nước về Văn học nghệ thuật năm 2017. Đây cũng là quê hương của ca sĩ Trần Hiếu (sinh 1936) được phong tặng Nghệ sĩ nhân dân năm 1997. Em trai ông là nhạc sĩ Trần Tiến (sinh 1947) với gia tài âm nhạc đồ sộ cũng đã nhận Giải thưởng nhà nước về Văn học nghệ thuật năm 2007. Trong số các sáng tác của mình, Quê Nhà là ca khúc mà nhạc sĩ từng tâm sự rằng "chẳng bao giờ anh hát nổi bài ca anh viết về quê mình. Cứ hát lại khóc". Cùng với Mẹ Tôi và Chị Tôi, đó là ba nhạc phẩm mà dù có trả hàng tỷ đồng ông cũng không hát nữa.